# FV Beiertheim
Der Beiertheimer Fußballverein 1898 (kurz Beiertheimer FV) war ein Sportverein aus der baden-württembergischen Stadt Karlsruhe. Er erhielt 1990 durch die Fusion mit der Turnerschaft 1884 Karlsruhe-Beiertheim den Namen Sportverein Karlsruhe-Beiertheim 1884/98.

## Geschichte
1898 wurde der Verein als FC Germania Beiertheim gegründet und trat 1903 dem Süddeutschen Fußball-Verband bei. 1907 erfolgte die Änderung des Vereinsnamens zu Beiertheimer Fußballverein 1898. Drei Jahre später stieg Beiertheim in die A-Klasse auf und war damit in der Saison 1910/11 erstmals erstklassig. Die Spielzeit 1911/12 beendete der Verein auf dem letzten Platz der Südkreisstaffel. Nach einer Ligareform scheiterte der BFV in einer Entscheidungsrunde am 25. August 1912 durch eine 3:4-Niederlage gegen den VfB Stuttgart an der Qualifikation für die erstklassige Südkreisliga.
In der Saison 1921/22 spielte der BFV in der Abteilung I der Kreisliga Baden. Nach dem Abstieg spielte der Verein in der zweitklassigen Kreisliga Mittelbaden. Am 20. August 1920 fand die feierliche Einweihung der Sportanlage mit einem Freundschaftsspiel gegen den Sport-Club Stuttgart (1:3) statt. Nach Machtübernahme der Nationalsozialisten und Umstrukturierung der Fußballligen qualifizierte sich der Beiertheimer FV 1933 für die zweitklassige Fußball-Bezirksklasse Mittelbaden in der sich der Verein bis zum kriegsbedingten Rückzug nach der Spielzeit 1942/43 halten konnte. 1937 gab es den Zugang der Fußball-Abteilung des Postsportvereins, der sich dem Verein anschloss.
Am 12. Dezember 1945 fusionierten der Beiertheimer Fußballverein 1898 e.V. und die am 12. November 1884 gegründete Turnerschaft 1884 Karlsruhe-Beiertheim e. V. zum Turn- und Sportclub Beiertheim (TuS). Im Jahre 1954, nachdem eine vernünftige Grundlage zur Selbständigkeit der beiden alten Vereine gefunden war, kam es zur Trennung. Jeder der beiden Vereine, der Fußballverein 1898 und die Turnerschaft 1884, ging wieder seiner alten Tradition gemäß seinen eigenen Weg. Am 16. Juni 1980 erfolgte die Gründung des SV Karlsruhe-Beiertheim (SVK) als „Dachverein“ der beiden bestehenden Vereine. 1990 dann der offizielle Zusammenschluss zum Sportverein Karlsruhe-Beiertheim 1884/98 e.V.